# قلعة أبادة (مزايجان)
قلعة أبادة (بالفارسية: قلعه آباده) هي قرية تقع في إيران في قسم مزایجان الريفي. يقدر عدد سكانها بـ 244 نسمة .